# Idiomacromerus lysander
Idiomacromerus lysander is een vliesvleugelig insect uit de familie Torymidae. De wetenschappelijke naam is voor het eerst geldig gepubliceerd in 1959 door Szelényi.